# Paul-Louis Lande
Henri Jean Paul-Louis Lande, né le 15 juillet 1843 à Bordeaux et mort le 23 avril 1912 à Paris, est un médecin légiste et le deuxième maire de gauche de Bordeaux de 1900 à 1904.

## Biographie
Fils d'un professeur de lettres de l'école normale de Bordeaux, il suit de brillantes études de médecine. Il devient interne des hôpitaux puis médecin de l’hôpital Saint-André.
En parallèle, il siège au Conseil d’hygiène et de salubrité ainsi qu’à l’aménagement des hôpitaux bordelais qui intègrent de nouveaux services en raison des progrès techniques et de l’avènement de la radiologie. En 1907, il est nommé professeur de médecine légale. Il crée l’école des gardes malades hospitalières. Victime d'un accident vasculaire, il meurt à Paris, alors qu'il préside l’Association des médecins de France. Ses obsèques sont célébrées le 26 avril 1912, à Bordeaux. A cette occasion est organisé un cortège où son char funèbre est précédé des gardes municipaux, des porteurs de drapeaux et de bannières, et suivi de sept brancards chargés de fleurs. Son corps repose au cimetière de la Chartreuse.

## Action politique
Son sens de l’organisation et ses compétences le font élire, en mai 1882, adjoint au maire au conseil municipal de Bordeaux avec la liste républicaine d'Alfred Daney. Plus tard il échoue aux municipales de 1896, face au pacte de Bordeaux, coalition des radicaux, socialistes et royalistes. L’affaire Dreyfus provoque la rupture de cette « alliance contre nature », qui avait porté au Palais Rohan Camille Cousteau, premier maire socialiste de Bordeaux.
Finalement, aux élections municipales du 6 mai 1900, le docteur Lande se représente comme tête de liste de la Concentration républicaine, alors marquée à gauche, regroupant les républicains modérés, des socialistes et des radicaux. Sa liste complète l’emporte dès le premier tour. Lors de son élection, il déclare : « la mairie, maison commune, doit être ouverte à tous, sans faveur, comme sans exclusion : on doit y trouver toujours l’égalité dans la légalité ». Il installe sa permanence et reçoit chaque lundi au 34, place Gambetta. Il restera mais jusqu'en 1904.
Durant son mandat, il concentre son action sur l'éducation et l’urbanisme.

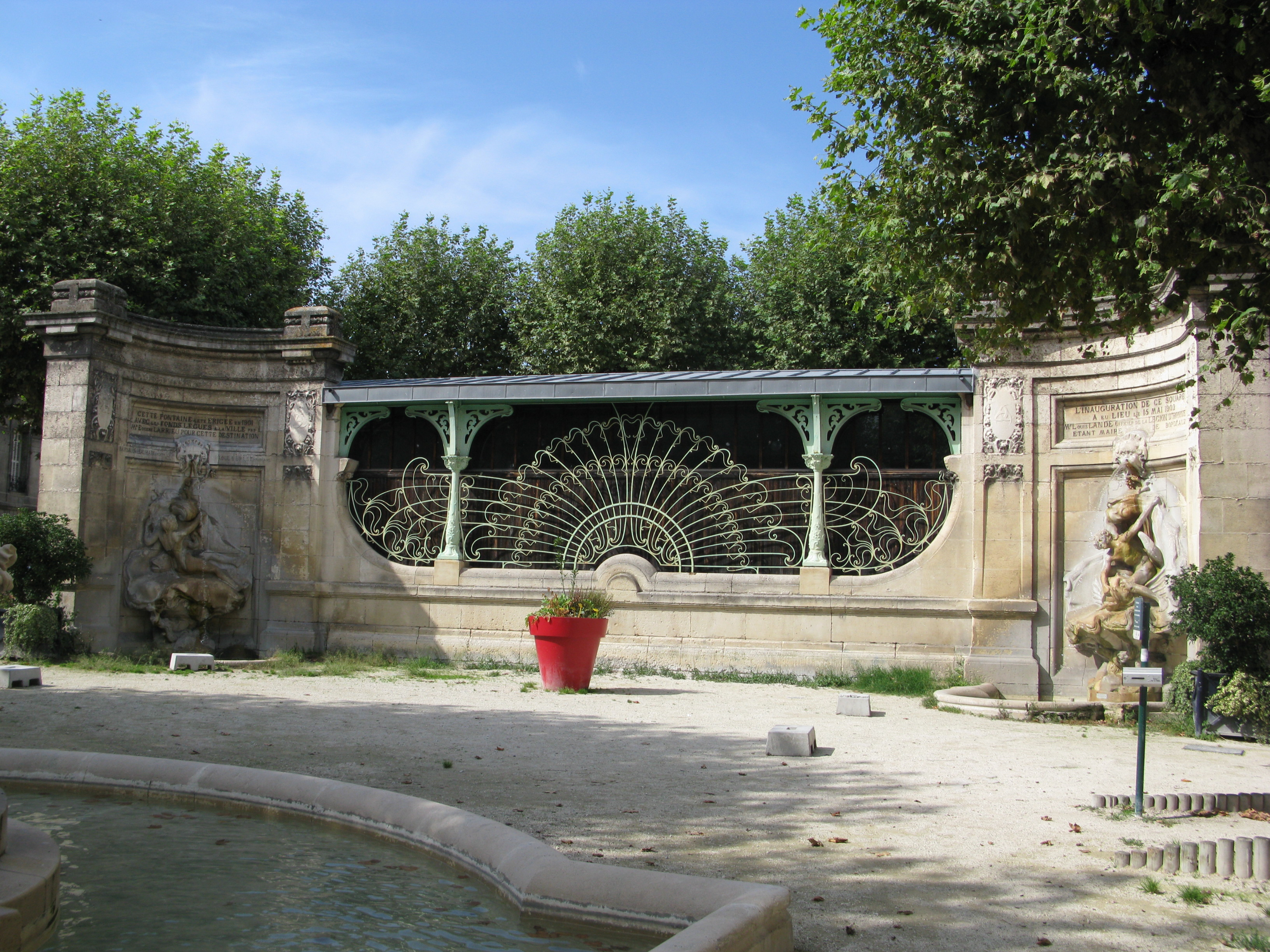
Le marché de la place Amédée-Larrieu.

Dans le domaine de l’éducation, on lui doit la construction du lycée de jeunes filles Mondenard, ouvert en 1907, qui deviendra en 1955, le lycée Camille-Jullian. Il crée aussi le lycée Longchamp qui prend le nom de lycée Montesquieu en 1948 et bâtit une école maternelle, rue des Nuîts, quartier de la Bastide, et des écoles primaires, dont l’école Fieffé. C’est aussi Paul-Louis Lande qui, dès 1901, fait bâtir l’école d’infirmières, l’école des Arts et métiers, et obtient des crédits pour construire le sanatorium de Feuillas à Pessac, qui deviendra l'hôpital Xavier-Arnozan. Enfin il fait construire la Faculté de pharmacie et finance la chaire de pathologie exotique.
En matière d'urbanisme, il fait percer notamment le cours de la Martinique, pour faciliter la communication entre les quais et le centre-ville, ouvrir le cours Pasteur, prolonge la rue Duffour-Dubergier et le cours  Anatole-France, agrandir le boulevard Brandenburg, achever le boulevard Godard et la rue du Jardin Public et installer la place Amédée Larrieu. Il fait aussi construire un deuxième bassin à flot, pour agrandir le port, allonger le réseau de tramway et fait ériger en 1903, sur les allées de Tourny, la statue de Léon Gambetta.

## Distinctions et hommages
- Commandeur de la Légion d'honneur (20 septembre 1909)[3]
- Un buste du docteur Paul-Louis Lande réalisé en 1901 par Gaston Veuvenot Leroux, est exposé au musée des Beaux-Arts de Bordeaux[4].
- Un autre buste trône au Palais Rohan.
- Le 26 juillet 1926, la rue Sainte-Eulalie à Bordeaux est renommée rue Paul-Louis Lande.